# جيني ألفا
جيني الفا (بالفرنسية: Jenny Alpha)‏ (و. 1910 – 2010 م) هي ممثلة، ومغنية من فرنسا. ولدت في فور دو فرانس.
توفيت في باريس، عن عمر يناهز 100 عاماً.

## جوائز
حصلت على جوائز منها:
- وسام جوقة الشرف من رتبة فارس
- فارس وسام الاستحقاق الوطني
- قائد الفنون والآداب.

## وصلات خارجية
- جيني ألفا على موقع IMDb (الإنجليزية)
- جيني ألفا على موقع ألو سيني (الفرنسية)
- جيني ألفا على موقع ميوزك برينز (الإنجليزية)
- جيني ألفا على موقع أول موفي (الإنجليزية)
- جيني ألفا على موقع ديسكوغز (الإنجليزية)
- جيني ألفا على موقع قاعدة بيانات الفيلم (الإنجليزية)
- جيني ألفا على موقع كينوبويسك (الروسية)